# Kortborstdvärgfoting
Kortborstdvärgfoting (Scutigerella immaculata) är en mångfotingart som först beskrevs av Newport 1845.  Kortborstdvärgfoting ingår i släktet norddvärgfotingar, och familjen snabbdvärgfotingar. Arten är reproducerande i Sverige. Inga underarter finns listade i Catalogue of Life.

## Bildgalleri

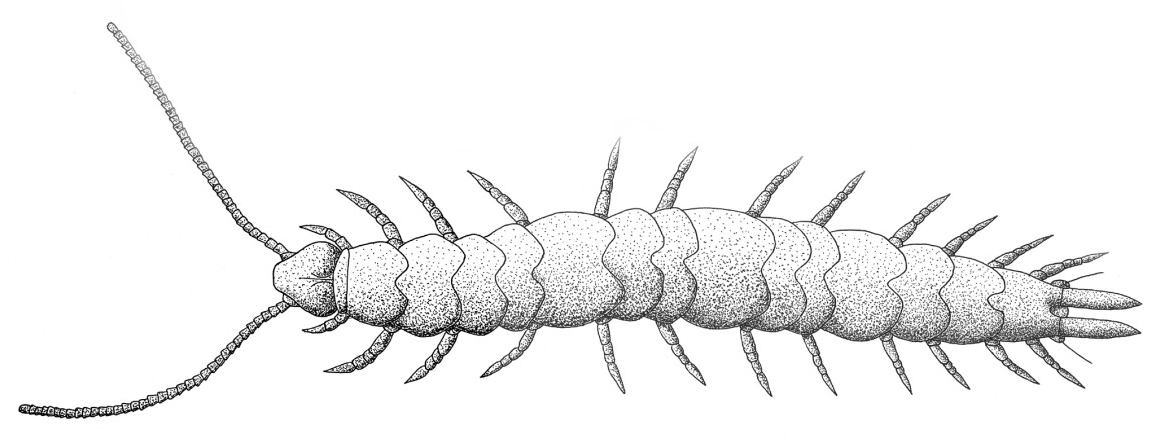